# Кузнецова, Ариадна Ивановна
Ариа́дна Ива́новна Кузнецо́ва (27 января 1932, Москва — 12 апреля 2015, там же) — советский и российский лингвист, специалист по общей и русской морфологии, финно-угорским и самодийским языкам. Доктор филологических наук, профессор. Автор более 100 научных работ, в том числе грамматики селькупского языка (в соавторстве) и словаря морфем русского языка (в соавторстве).

## Биография
Окончила филологический факультет МГУ в 1955 г. Диплом защищала на кафедре Общего и сравнительно-исторического языкознания (научный руководитель — проф. В. А. Звегинцев); после окончания МГУ поступила в аспирантуру. С 1957 г. начала работать преподавателем на кафедре Общего и сравнительно-исторического языкознания, а затем на кафедре Структурной и прикладной лингвистики (с момента основания ОСиПЛ в 1960 г. до 1990 г. и с 1998 г.).
В 1963 г. защитила кандидатскую диссертацию «Смысловые отношения и их исторические изменения в лексико-семантической группе глаголов движения русского языка (с XI по XX в.)» под руководством В. А. Звегинцева (работа переиздана в 2010 г.), в 1989 г. — докторскую диссертацию «Параметрическое исследование периферийных явлений в области морфемики». В 1969 г. стала доцентом, в 1993 г. — профессором. С 1968 по 1977 г. руководила лингвистическими экспедициями к коми-зырянам, селькупам, ненцам и энцам.
В 1991 г. избрана иностранным членом Финно-угорского общества (Хельсинки). С 1990 по 1997 г. заведовала в МГУ кафедрой Финно-угорской филологии; после её расформирования работала на кафедре Теоретической и прикладной лингвистики.
В 2000-х занималась в основном проблемами типологии уральских языков и описания селькупского языка.
12 апреля 2015 года после тяжёлой болезни на 84-м году жизни Ариадна Ивановна Кузнецова скончалась. Похоронена на кладбище деревни Дарьино в Московской области, в Одинцовском городском округе.

## Семья
- Отец: Иван (Ийбу) Прохорович Кузнецов — полковник, военный топограф, родом из тверских крестьян[3]
- Мать: Зинаида Ивановна Кузнецова (Антонова) — школьный учитель и библиотекарь, из дворян[3]
- Муж: Игорь Юрьевич Кобзарев (1932—1991) — физик-теоретик
  - Дочь: Елена Игоревна Кобзарева (1963—2014) — историк

## Основные работы
- Понятие семантической системы языка и методы её исследования (из истории разработки данной проблемы в зарубежном языкознании). — М.: МГУ, 1963.
- Очерки по селькупскому языку. Тазовский диалект. — М.: МГУ, 1980 (в соавт. с Е. А. Хелимским, Е. В. Грушкиной).
- Словарь морфем русского языка. — М.: Русский язык, 1986 (в соавт. с Т. Ф. Ефремовой).
- Очерки по селькупскому языку. Тазовский диалект (Учебное пособие). — М., МГУ, 1993 (в соавт. с О. А. Казакевич, Е. А. Хелимским, Л. Ю. Иоффе).
- Селькупы Туруханского района Красноярского края на рубеже II и III тысячелетий (социолингвистическая ситуация и языковые изменения). — Воронеж: Изд-во Воронежского гос. ун-та, 2007. ISBN 978-5-9273-1174-3
- Динамика русских глаголов движения с XI по XX век. — Воронеж: Изд-во Воронежского гос. ун-та, 2010.

## О ней
- Казакевич О. А. Personalia: Ариадне Ивановне Кузнецовой — 80 лет // Урало-Алтайские исследования. — М., 2012. — № 1 (6). — С. 194—197.
- Ариадна Ивановна Кузнецова (1932—2015) — In Memoriam (некролог на сайте филфака МГУ)

## Юбилейные сборники
- Лингвистический беспредел: Сборник статей к 70-летию А. И. Кузнецовой / Сост.: Т. Б. Агранат, О. А. Казакевич. — М.: Изд-во Моск. ун-та, 2002. — 358 с. — ISBN 5-211-04759-1.
- Лингвистический беспредел — 2: Сборник научных трудов к юбилею А. И. Кузнецовой / Сост.: Т. Б. Агранат, О. А. Казакевич, Е. В. Кашкин. — М.: Изд-во Моск. ун-та, 2013. — 435 с. — ISBN 978-5-19-010876-7.